# Худоеланское муниципальное образование
Худоеланское муниципальное образование — сельское поселение в Нижнеудинском районе Иркутской области Российской Федерации.
Административный центр — село Худоеланское.

## Население
| 2010  | 2011  | 2012  | 2013  | 2014  | 2015  | 2016  |
| ----- | ----- | ----- | ----- | ----- | ----- | ----- |
| 2408  | ↘2402 | ↘2383 | ↘2336 | ↘2309 | ↘2251 | ↘2230 |
| 2017  |       |       |       |       |       |       |
| ↘2201 |       |       |       |       |       |       |

## Состав сельского поселения
| № | Населённый пункт | Тип населённого пункта          | Население |
| - | ---------------- | ------------------------------- | --------- |
| 1 | Верхний Хингуй   | деревня                         | →67       |
| 2 | Кадуй            | деревня                         | ↗103      |
| 3 | Кадуй            | посёлок железнодорожной станции | →33       |
| 4 | Талый Ключ       | деревня                         | ↗100      |
| 5 | Хингуй           | посёлок железнодорожной станции | →228      |
| 6 | Худоеланское     | село, административный центр    | ↘1852     |